# 玉木章夫
玉木 章夫（たまき ふみお、1915年10月16日 - 1973年9月7日）は日本のロケット工学者。

## 経歴
1939年東京帝国大学理学部物理学科を卒業後、東京帝国大学航空研究所研究担当になり、1942年には東大助教授に任命された。1950年に東京大学生産技術研究所勤務となり、1951年に「境界層理論による熱電波の研究」によって工学博士の学位を得、翌年東京大学教授に昇進した。1965年以降は東京大学宇宙航空研究所に移り、1972年3月から1973年6月までは同研究所所長を務めた。
高速空気力学を中心として、航空宇宙工学に関する研究において基礎から応用に至る業績を上げた。
観測ロケットの開発研究にも携わり、戦後日本初の実験用ロケットであるペンシルロケットのノーズコーンや尾翼の設計は玉木が行っている。その後もロケットの飛翔安定設計や保安面に貢献した。衛星打ち上げロケットの開発にも心血を注ぎ、1970年日本初の人工衛星「おおすみ」の打ち上げ成功に導いた。